# یواس‌اس ال‌اس‌تی-۵۶۸
یواس‌اس ال‌اس‌تی-۵۶۸ (به انگلیسی: USS LST-568) یک کشتی بود که طول آن ۳۲۸ فوت (۱۰۰ متر) بود. این کشتی در سال ۱۹۴۴ ساخته شد.